# 1997 en république du Congo
Cet article retrace les évènements de l'année 1997 en république du Congo.

## Gouvernement
- Président : de jure : Pascal Lissouba ; de facto : Pascal Lissouba jusqu'au 24 octobre, Denis Sassou-Nguesso à partir de cette date
- Premier ministre : de jure : Charles David Ganao jusqu'au 4 septembre, Bernard Kolélas à partir de cette date ; de facto : plus de premier ministre à partir du 24 octobre

## Événements
- 5 juin : début de la guerre civile du Congo-Brazzaville
- 17 juin : opération conjointe franco-américaine pour l'évacuation depuis Brazzaville de 6 000 résidents étrangers
- 14-16 octobre : les milices contrôlées par Denis Sassou-Nguesso, appuyées par des troupes angolaises, prennent le contrôle de Brazzaville
- 24 octobre : Denis Sassou-Nguesso se proclame chef de l'État